# Клірфілд Тауншип (округ Кембрія, Пенсільванія)
Клірфілд Тауншип (англ. Clearfield Township) — селище (англ. township) в США, в окрузі Кембрія штату Пенсільванія. Населення — 1604 особи (2010).

## Демографія
Згідно з переписом 2010 року, у селищі мешкали 1604 особи в 587 домогосподарствах у складі 457 родин. Було 650 помешкань
Расовий склад населення:
| - 99,1 % — білих - 0,4 % — чорних або афроамериканців - 0,1 % — азіатів |

До двох чи більше рас належало 0,4 %. Частка іспаномовних становила 0,9 % від усіх жителів.
За віковим діапазоном населення розподілялося таким чином: 24,6 % — особи молодші 18 років, 63,1 % — особи у віці 18—64 років, 12,3 % — особи у віці 65 років та старші. Медіана віку мешканця становила 41,9 року. На 100 осіб жіночої статі у селищі припадало 106,7 чоловіків;  на 100 жінок у віці від 18 років та старших — 107,9 чоловіків також старших 18 років.
Середній дохід на одне домашнє господарство  становив 67 888 доларів США (медіана — 62 917), а середній дохід на одну сім'ю — 78 039 доларів (медіана — 70 341). Медіана доходів становила 46 806 доларів для чоловіків та 37 361 долар для жінок. За межею бідності перебувало 4,5 % осіб, у тому числі 2,8 % дітей у віці до 18 років та 2,9 % осіб у віці 65 років та старших.
Цивільне працевлаштоване населення становило 704 особи. Основні галузі зайнятості: освіта, охорона здоров'я та соціальна допомога — 31,0 %, роздрібна торгівля — 11,9 %, виробництво — 10,4 %.